# Amy Mbacké Thiam
Amy Mbacké Thiam (* 10. November 1976 in Kaolack) ist eine ehemalige senegalesische Leichtathletin, die sich auf den Sprint spezialisiert hat. Ihre Spezialstrecke war die 400-Meter-Distanz, auf der sie Inhaberin des Landesrekordes ist und 2001 Weltmeisterin wurde. Zudem wurde sie 2006 Afrikameisterin über 400 Meter sowie 2004 in der 4-mal-400-Meter-Staffel und zählt dank zahlreicher weiterer Medaillen auf kontinentaler Ebene zu den erfolgreichsten Leichtathletinnen ihres Landes.

## Sportliche Laufbahn
Erste internationale Erfahrungen sammelte Amy Mbacké Thiam vermutlich im Jahr 1997, als sie bei den Spielen der Frankophonie in Antananarivo in 53,25 s den vierten Platz im 400-Meter-Lauf belegte. Im Jahr darauf belegte sie bei den Afrikameisterschaften in Dakar in 52,39 s ebenfalls den vierten Platz und gewann mit der senegalesischen 4-mal-400-Meter-Staffel in 3:31,42 min gemeinsam mit Mame Tacko Diouf, Aminata Diouf und Gnima Touré die Silbermedaille hinter dem nigerianischen Team. Zudem trat sie dort auch mit der 4-mal-100-Meter-Staffel an und kam nach 44,59 s ins Ziel. Anschließend wurde sie beim Leichtathletik-Kontinentalcup in Johannesburg in 3:25,28 min Siebte in der 4-mal-400-Meter-Staffel. 1999 erreichte sie bei den Weltmeisterschaften in Sevilla das Halbfinale über 400 Meter und schied dort mit 50,77 s aus, während sie mit der 4-mal-400-Meter-Staffel mit 3:30,99 min nicht über den Vorlauf hinauskam. Anschließend gewann sie bei den Afrikaspielen in Johannesburg in 50,95 s die Bronzemedaille hinter den Nigerianerinnen Falilat Ogunkoya und Olabisi Afolabi und sicherte sich im Staffelbewerb in 3:31,63 min die Silbermedaille hinter dem Team aus Nigeria. Im Jahr darauf nahm sie erstmals an den Olympischen Sommerspielen in Sydney teil und schied dort mit 51,60 s im Halbfinale über 400 Meter aus und kam mit der Staffel mit neuem Landesrekord von 3:28,02 min nicht über die erste Runde hinaus.
2001 gelang ihr der Durchbruch an die Weltspitze. Im Juli siegte sie in 50,92 s über 400 Meter bei den Spielen der Frankophonie in Ottawa und anschließend siegte sie bei den Weltmeisterschaften in Edmonton. Im langsamsten 400-Meter-Lauf bei internationalen Großereignissen seit den Olympischen Spielen 1972 gewann Thiam in persönlicher Bestzeit und neuem Landesrekord von 49,86 s mit zwei Hundertstelsekunden Vorsprung auf die Jamaikanerin Lorraine Fenton. Sie gewann damit die erste Goldmedaille für Senegal bei Weltmeisterschaften im Sport überhaupt. Zudem verpasste sie mit der 4-mal-400-Meter-Staffel mit 3:30,03 min den Finaleinzug. Anschließend gewann sie bei den Goodwill Games in Brisbane in 51,25 s die Bronzemedaille über 400 Meter hinter der Mexikanerin Ana Guevara und Lorraine Fenton aus Jamaika. Im Jahr darauf erreichte sie bei den Afrikameisterschaften in Radès das Finale, konnte dort aber verletzungsbedingt nicht an den Start gehen. 2003 gewann sie bei den Weltmeisterschaften nahe Paris in 49,95 s im Finale die Bronzemedaille hinter der Mexikanerin Ana Guevara und Lorraine Fenton. Zudem wurde sie im Staffelbewerb im Finale disqualifiziert. Anschließend wurde sie beim IAAF World Athletics Final in Monaco in 51,06 s Vierte über 400 Meter. Im Jahr darauf siegte sie mit der Staffel in 3:20,41 min gemeinsam mit Fatou Bintou Fall, Mame Tacko Diouf und Aïda Diop bei den Afrikameisterschaften in Brazzaville. Anschließend nahm sie erneut an den Olympischen Sommerspielen in Athen teil und schied dort mit 52,44 s in der ersten Runde aus.
2005 erreichte sie bei den Weltmeisterschaften in Helsinki das Finale über 400 Meter und belegte dort in 52,22 s den letzten Platz. Zudem verpasste sie mit der 4-mal-400-Meter-Staffel mit 3:29,03 min den Finaleinzug. Anschließend wurde sie beim World Athletics Final in Monaco in 50,69 s Vierte im 400-Meter-Lauf. Im Jahr darauf siegte sie in 52,22 s bei den Afrikameisterschaften in Bambous und anschließend belegte sie beim World Athletics Final in Stuttgart in 51,16 s den sechsten Platz. Kurz darauf wurde sie beim Leichtathletik-Kontinentalcup in Athen in 51,39 s ebenfalls Sechste über 400 Meter und belegte auch mit der Staffel in 3:27,65 min den sechsten Platz. 2007 kam sie bei den Weltmeisterschaften in Osaka mit 54,31 s nicht über die Vorrunde hinaus und im September belegte sie beim World Athletics Final in Stuttgart in 50,33 s den vierten Platz. 2009 schied sie bei den Weltmeisterschaften in Berlin mit 51,70 s im Semifinale aus und im Jahr darauf gewann sie bei den Afrikameisterschaften in Nairobi in 51,32 s die Silbermedaille hinter der Botswanerin Amantle Montsho. Zudem gewann sie dort mit der Staffel in 3:35,55 min gemeinsam mit Ndèye Fatou Soumah, Fatou Diabaye und Marietou Badji die Bronzemedaille hinter den Teams aus Nigeria und Kenia. Anschließend belegte sie beim Leichtathletik-Kontinentalcup in Split in 51,46 s den vierten Platz im Einzelbewerb und gelangte mit der Staffel mit 3:27,99 min auf Rang zwei und musste sich damit nur der Formation aus Nord- und Zentralamerika geschlagen geben. 2011 gewann sie bei den Afrikaspielen in Maputo in 51,77 s die Silbermedaille über 400 Meter hinter der Botswanerin Amantle Montsho und mit der Staffel sicherte sie sich in 3:32,21 min gemeinsam mit Mame Fatou Faye, Aminata Sylla-Le Bouard und Ndèye Fatou Soumah die Silbermedaille hinter dem nigerianischen Team. Im Jahr darauf gewann sie bei den Afrikameisterschaften in Porto-Novo in 51,68 s die Bronzemedaille im Einzelbewerb hinter Amantle Montsho und Regina George aus Nigeria und sicherte sich im Staffelbewerb in 3:31,64 min gemeinsam mit Mame Fatou Faye, Fatou Diabaye und Ndèye Fatou Soumah die Bronzemedaille hinter den Teams aus Nigeria und Botswana. Anschließend nahm sie zum dritten Mal an den Olympischen Sommerspielen in London teil und schied dort mit 53,23 s in der ersten Runde aus. 2013 schied sie bei den Weltmeisterschaften in Moskau mit 52,37 s im Semifinale aus und beendete daraufhin vorläufig ihre Karriere. 2015 und 2016 trat sie auf nationaler Ebene in Frankreich nochmals in Erscheinung, konnte aber an keinen internationalen Meisterschaften mehr teilnehmen.
In den Jahren 1998 und 1999 sowie 2004 und 2009 wurde Thiam senegalesische Meisterin im 400-Meter-Lauf.

## Persönliche Bestzeiten
- 200 Meter: 23,10 s (−0,7 m/s), 13. Mai 2005 in Doha
  - 200 Meter (Halle): 23,56 s, 10. Februar 2009 in Liévin (senegalesischer Rekord)
- 400 Meter: 49,86 s, 7. August 2001 in Edmonton (senegalesischer Rekord)
  - 400 Meter (Halle): 52,48 s, 2. Februar 2006 in Stockholm (senegalesischer Rekord)